# Johannes Elsevier
Johannes Elsevier (Leiden, gedoopt op 5 november 1645 - Delft, 26 juni 1687) was een schilder en handelaar in kunstenaarsbenodigdheden.
Hij was de zoon van schilder Louwijs Aernouts Elsevier (ca.1618-1675) en zijn eerste vrouw Helena Waelpot (1619-1657).

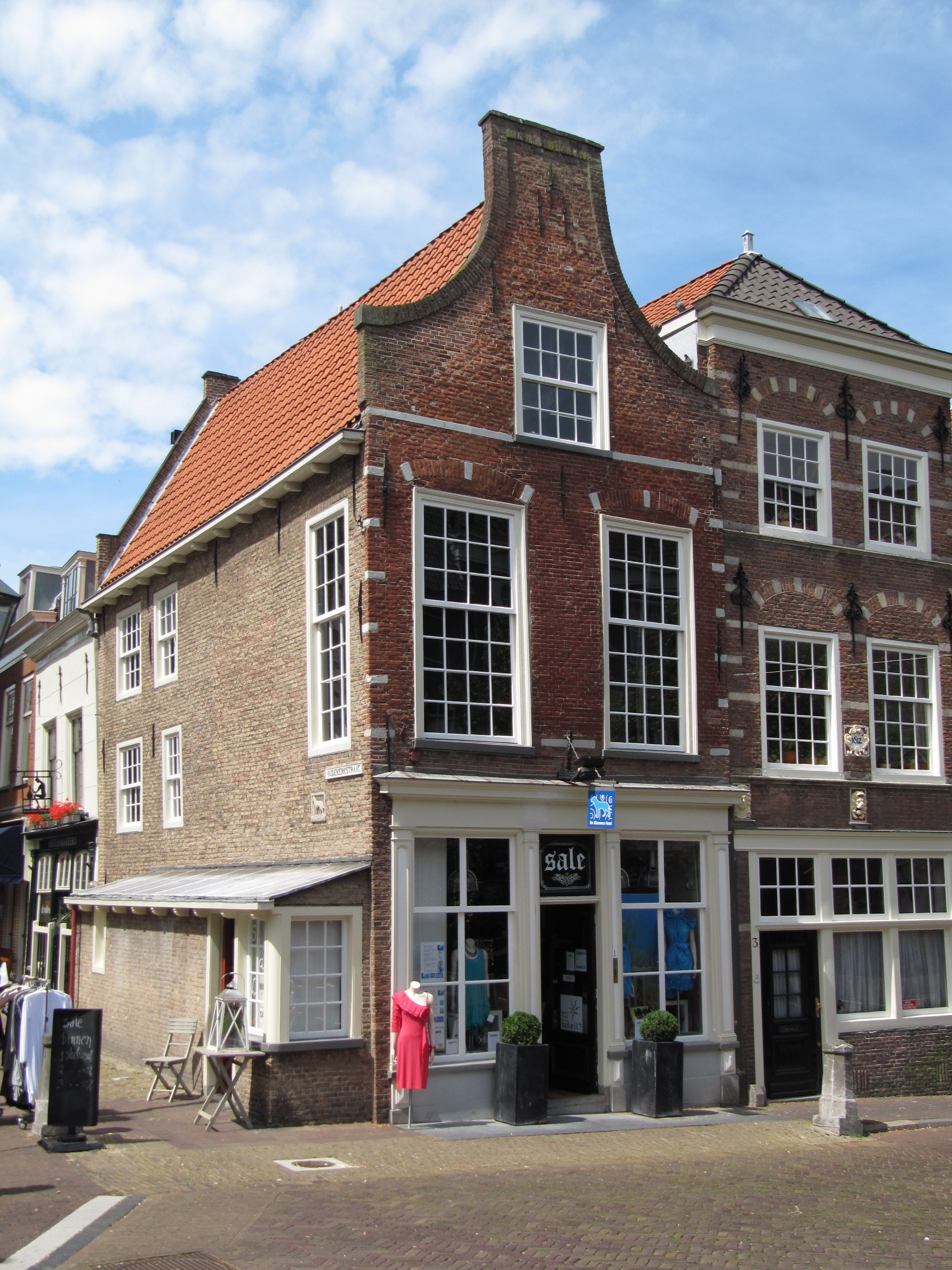
Het hoekhuis 'De Blauwe Hond', de woning van Johannes Elsevier

Een paar maanden na zijn geboorte in Leiden verhuisden zijn ouders naar Delft. Ze vestigden zich aan de Voorstraat (oostzijde) in het huis 'De Blauwe Hond', gelegen op de hoek van de Oude Kerkstraat. Hier zou hij gedurende zijn hele leven blijven wonen. 
Johannis werd waarschijnlijk in de schilderkunst opgeleid door zijn vader. Hij werd op 30 december 1675 meester in het Sint-Lucasgilde. In 1683 vervulde hij de functie van "hooftman" van het gilde. Er zijn voor zover bekend geen schilderijen van hem overgeleverd.
Op 2 januari 1677 ging hij in ondertrouw met Clara van Buijren (1648-1695). Ze kregen in december 1677 een dochter die echter na drie maanden overleed. 
- RKD-Nederlands Instituut voor Kunstgeschiedenis: 497510